# سرقة في متحف إيزابيلا ستيوارت جاردنر

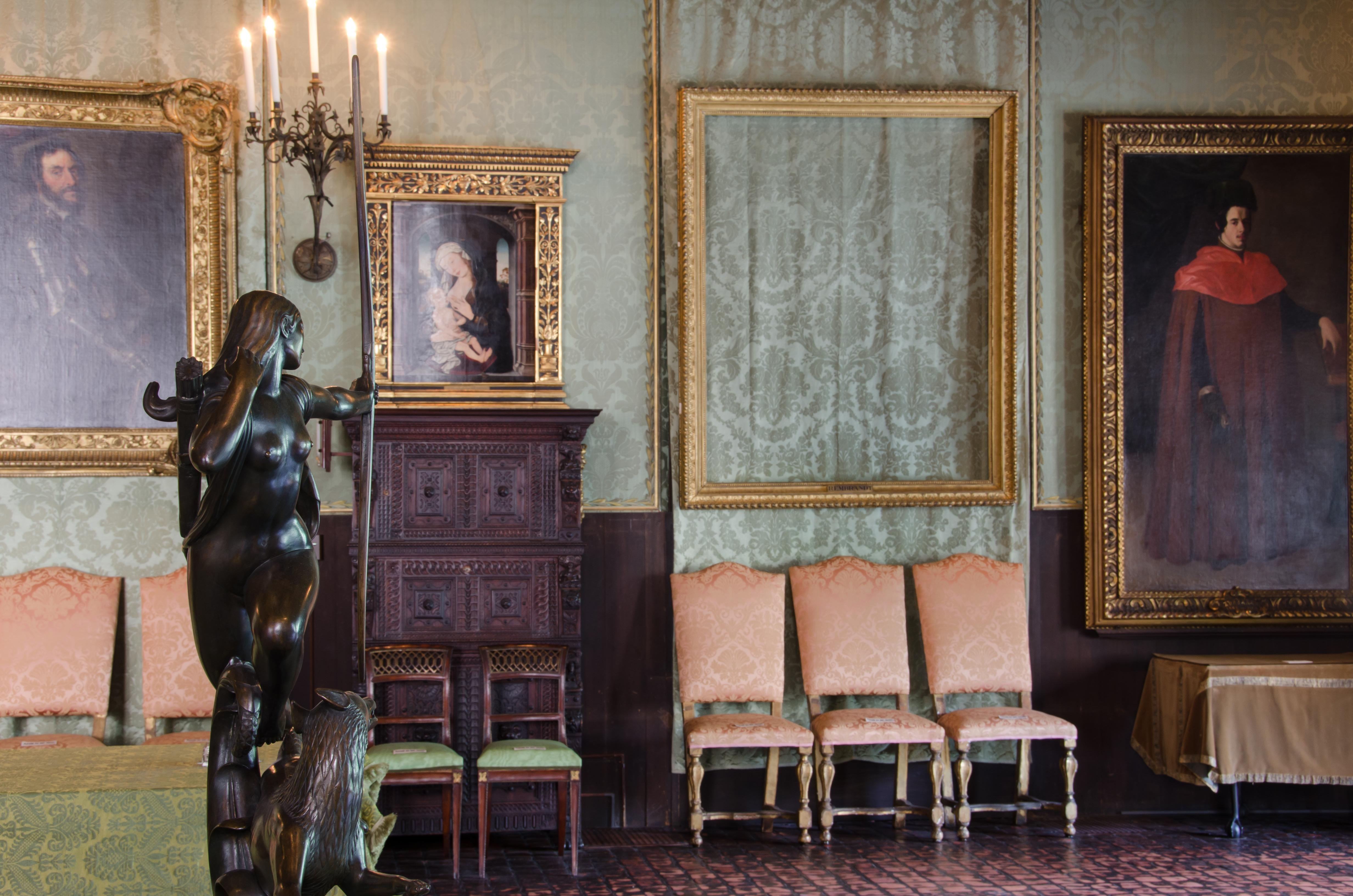

في سنة 1990 ، في الساعات المبكرة من شهر مارس، أبلغ حراس متحف إيزابيلا ستيوارت جاردنر في بوسطن عن اثنين من رجال الشرطة كانوا يتظاهرون كضباط شرطة يستجيبون لنداء الاضطراب. وبمجرد دخولهم إلى الداخل، قيد الرجال الحراس وسرقوا خلال الساعة التالية 13 عملا فنيا تعادل 500 مليون دولار وهي أكبر سرقة للممتلكات الخاصة في التاريخ. لم يتم القبض على اللصوص ولم يتم استرداد أي أعمال على الرغم من الجهود المبذولة التي بذلها مكتب التحقيقات الفيدرالي (أف بي آي) والتحقيقات المتعددة في جميع أنحاء العالم. في البداية عرض المتحف مكافأة قدرها 5 ملايين دولار للحصول على معلومات تؤدي إلى انتعاشهم ولكن في عام 2017 تضاعف هذا المبلغ مؤقتا إلى 10 ملايين دولار مع تاريخ انتهاء مدة الصلاحية المحددة حتى نهاية العام.
اشتريت الأعمال المسروقة من قبل جامعة الأعمال الفنية، إيزابيلا ستيوارت وتهدف إلى أن تترك كل قطعها على العرض الدائم في المتحف مع بقية مجموعتها. تظل الأطر الفارغة معلقة على حد سواء مع الأعمال المفقودة وكمواضع نائبة إلى حين عودتها بما أن المجموعة وتخطيطها دائمين. ويشعر الخبراء بالحيلة من خلال اختيار اللوحات التي سرقت خاصة وأن الأعمال الفنية الأكثر قيمة لم تمس بتاتا. لوحة ذَا كونسرت (الحفل) كانت من بين الأعمال المسروقة والتي تعتبر واحدة من 34 الأعمال المعروفة التي تعود إلى فيرمر ويعتقد أنها اللوحة الأكثر قيمة وغير المستردة التي تعادل أكثر من 200 مليون دولار. إضافة إلى اللوحة البحرية (العاصفة على بحر الجليل) التي تعود إلى ريمبراندت. كما سرقت أعمال أخرى قام بها رامبرانت وديغاس ومانيت وفلينك.
ووفقا لمكتب التحقيقات الفدرالي، فإن الأعمال الفنية المسروقة تم نقلها عبر المنطقة وعرضت للبيع في فيلادلفيا خلال بدايات عام 2000. ويعتقدون بأن اللصوص عبارة عن أعضاء في منظمة إجرامية مقرها في وسط المحيط الأطلسي ونيو إنغلاند. ويدعون أيضا بأنهم كشفا اثنين من المشتبه فيهم، على الرغم من أنهما لم يتم تحديدهما علنا والآن هما متوفين. تم القضاء على عصابة بوسطن بوبي دوناتي في عام 1991 نتيجة لحروب العصابات المستمرة. وتشير الأدلة إلى أن هارتفورد على علم بموقع الأعمال المسروقة يعرف على الرغم من انه ينفي وجوده في هذه العملية.

## السرقة
صباح يوم الأحد، 18 مارس من سنة 1990 ظهرت سيارة من نوع دودج دايتونا حمراء بالقرب من المدخل الجانبي للمتحف. إذ ظهر رجلان ينتظران فيها مرتديين زي شرطة مزيف في محاولة إبعاد الشبهات عنهما وحتى لا يلحظهما المدعوين الخارجين من حفلة باتريك حيث أنهم على مقربة من موقع الرجلين. وفي وقت لاحق، في حوالي الساعة الواحدة عاد حارس الأمن ريتشارد أباث إلى مكتب الإستقبال بعد قيامه بدورية فحص شامل في المتحف لتغيير أماكن حراس الأمن مع حراس آخرين. كان الحارسان هما الشخصان الوحيدان في المبنى. في هذا الوقت فتح أباث وأغلق باب قصر الطريق، مدعيا أنه تم تدريبه على القيام بذلك لضمان قفل الباب. وادعى أيضا أن السجلات الأمنية من الليالي السابقة ستظهر أنه فعل ذلك عدة مرات من قبل. حصل مكتب التحقيقات الفيدرالي على السجلات بأكملها لكنه لم يعلق على هذه القضية.
1:24 صباحا . قرع أحد الرجلين الجرس بجانب الباب وأخبر حارس الأمن، أباث بأنهما شرطيان وقد سمعوا بوجود ضجة في الفناء وطلبوا الإذن بالدخول. أحس أباث بالحيرة، حيث أنه كان يعلم بأنه بلا ينبغي السماح للضيوف الغير مدعوين للدخول إلى الداخل إلا أنه لم يكن متأكدا إن كانت القاعدة تنطبق على ضباط الشرطة. اعتمادا على زييهم فقد كان من الممكن تصديقهما بأنهما من كادر الشرطة. سمح أباث وشريكه للشخصين بالدخول.عندما وصل المتسللان إلى مكتب الأمن الرئيسي قال أحدهم لأباث بأنه بدا مألوفا نوعا ما وكان هناك أمر بالقبض عليه. خرج أباث من خلف المكتب للوصول إلى زر الإنذار لتنبيه الشرطة إلا أنه سرعان ما قبض عليه وطلب المشتبه به منه هويته وأمره بمواجهة الجدار وكبل معصميه. اعتقد أباث أن الاعتقال كان محض سوء تفاهم إلى أن أدرك أنه لم ينزعج قبل القبض عليه حيث كان شارب أحد الضباط مصنوعا من الشمع. بعد دقائق أخرى، وصل حارس الأمن الثاني وكان مكبل اليدين فسأل المتسللين عن سبب اعتقاله. أوضح اللصوص أنهم لم يقوموا باعتقالهم وإنما كانت هذه عملية سرقة المتحف. بعد ذلك، شرعوا في أخذ الحراس إلى قبو المتحف. قيدوا الحراس إلى الأنابيب ولفوا شريطا لاصقا حول أيديهم وأقدامهم ورؤوسهم.
ولأن المتحف تم إعداه مع أجهزة الكشف عن الحركة، سجلت حركات اللصوص في جميع أنحاء المتحف. بعد ربط الحراس، توجه اللصوص إلى الطابق العلوي إلى الغرفة الهولندية. عندما اقترب أحدهم من الصورة الذاتية للشخصية رامبرانت (1629)، صدر صوت الإنذارفحطموه على الفور. قاموا بسحب اللوحة من الجدار وحاولوا إخراج اللوحة الخشبية من إطارها الثقيل. إلا أن محاولتهم باءت بالفشل وألقوا باللوحة على الأرض. لم يكتفوا بذلك، فانتزعوا لوحة العاصفة على بحر الجليل وكذلك لوحة السيد والسيدة في السواد. إضافة إلى ذلك مزقوا لوحات أخرى من إطاراتها كلوحة ذا كونسرت العائدة إلى فرمر ومنظر للطبيعة العائدة إلى جوفرت فلينك. أيضا، سرقوا قطعة صينية برونزية تستخدم للشرب.
في مكان آخر من المتحف، سرقوا خمس رسومات للفنان ديغا وقطعة تسمى «تاج النسر». وضع التاج على رأس علم نابليون والتي حاولوا فكها من الجدار، لكنهم فشلوا. كما سرقت لوحة مانيت شيز تورتوني أيضا من موقعها في الغرفة الزرقاء حيث أظهرت سجلات كشف الحركة أن الحركة التي تم اكتشافها في الغرفة الزرقاء في تلك الليلة كانت في الساعة 12:27 وأيضا تعاود الظهور مرة أخرى في الساعة 12:53 صباحا.
هذه الأوقات تتطابق مع أقاويل أباث في أنه كان في مهمة الفحص الدورية في المتحف.
تم العثور على إطار اللوحة على كرسي رئيس الأمن لايل جورج جريندل بالقرب من مكتب الاستقبال. عملية السرقة كانت على مرحلتين واستغرقت 81 دقيقة لنقل اللصوص الأعمال الفنية إلى السيارة. قبل مغادرتهم، ألقوا نظرة على الحراس مرة أخرى. «ستسمعون عن أخبارنا بعد عام من الآن.» أخبر اللصان الحراس بذلك على الرغم من أنهم لم يسمعوا شيئا عنهم من مرة أخرى.ظل الحراس مقيدين إلى أن وصلت الشرطة في الساعة 8:15 صباحا في وقت لاحق من ذلك اليوم.

## الفن المسروق
في الإجمال، سرقت ثلاثة عشر قطعة بخسارة تقدر بمبلغ 500 مليون دولار، مما جعل السرقة أكبر سرقة للممتلكات الخاصة في التاريخ. وتظل الأطر الفارغة معلقة في المتحف، احتراما للأعمال المفقودة أو كعناصر نائبة عند استرجاعها.الحفل (ذا كونسرت) كانت إحدى اللوحات التي اعتبرت مكسبا للمتحف واحدى أهم اللوحات من بين 34 لوحة في العالم والتي تعود إلى فرمر.ويعتقد أنه من أكثر اللوحات قيمة المسروقة غير المسددة، التي تقدر قيمتها بأكثر من 200 مليون دولار.وهناك لوحة أخرى هي «العاصفة على بحر الجليل»، وهي الواجهة البحرية المعروفة لرامبرانت. وقد أخذت الميدالية البرونزية من أعلى علم نابليون، فربما قد تهيأت للصوص وكأنها مصنوعة من الذهب. يعرض المتحف مكافأة قدرها 100,000 دولار لهذه القطعة وحدها.
يشترط المتحف ويشدد على كل من يملك هذه اللوحات أن تبقى في حالة جيدة. وقد صرح مدير المتحف، آن هاولي بأن الأعمال الفنية يجب أن تبقى في بيئة مستقرة تحتوي على 50 % من الرطوبة و 70 درجة فهرنهايت. إضافة إلى أنه من المفترض حفظها بعيدا عن الضوء وتخزينها في ورق خال من الحمض. كما اشار هاولي إلى تجنب لف اللوحات، الامر الذي سيتلف الطلاء. إذا لم يتم اتباع هذه الإرشادات، قد تتعرض اللوحات إلى الضرر وتفقد قيمتها. إعادة طلاء يجب أن يتم أيضا وهذا ما سيتسبب في ضرر اللوحات.
وفيما يلي الأعمال الثلاثة عشر المسروقة، وكلها لا تزال مفقودة:
- لوحة ذا كونسرت (الحفل) للفنان فرمر
- لوحة العاصفة على بحر الجليل للفنان رامبرانت
- لوحة السيد والسيدة في السواد للفنان رامبرانت
- لوحة المناظر الطبيعية للفنان جوفرت فلينك
- لوحة جيز تورتوني للفنان إدوارد مانيت
- لوحة لا سورتي دي بيساج للرسام ديجاس
- لوحة ذاتية للرسام رامبرانت
- لوحة كورتيج فلورنس للفنان ديجاس
- لوحة سويري 1 للفنان ديجاس
- لوحة سويري 2 للرسام ديجاس
- كأس صيني أثري.
- رأس النسر الصيني.

ملاحظات:
- يعتقد المتحف أن لوحة السيدة والسيد في السواد عائدة لرامبراندت. ولكن بعض الباحثين أشاروا عكس ذلك بما في ذلك مشروع بحث رامبرانت في امستردام.

* نسبت لوحة المناظر الطبيعية سابقا إلى رامبرانت إلى أن ارتبطت بتلميذه فلينك.
- لا ينبغي الخلط بين الصورة الذاتية (بورترايت على حجم الطوابع البريدية) وبين اللوحة الذاتية لرسم رامبرانت (1629) التي حاول اللصوص سرقها ولكنهم لم يسرقوها.
- يعود الكأس الأثري الصيني (القطعة الأثرية) إلى عهد أسرة شانغ.

## التحري
تولى مكتب التحقيقات الفدرالي ملف القضية برمتها في أنه من المحتمل أن تعبر الأعمال الفنية حدود الدولة حيث أجروا مئات المقابلات التي امتدت إلى جميع أنحاء العالم وشملت: مقر شرطة العاصمة في اسكتلندا والسلطات اليابانية والفرنسية والمحقيقين ومديراء المتاحف وكذلك تجار الفن . وقد كانت من نتائج التحري، أولا: أنهم يعتقدون بأن اللصوص عبارة عن أعضاء في منظمة إجرامية مقرها في وسط المحيط الأطلسي وبريطانيا الجديدة وثانيا: أن اللوحات انتقلت عن طريق كونيتيكت ومنطقة فيلادلفيا في السنوات التي تبعت حادثة السرقة.
و على الرغم من شُحّ مصادرهم فيما يتعلق بمعرفتهم بما حدث للأعمال الفنية بعد عرضها للبيع إلا أنه يُعتقد بأنه في بدايات سنة 2000، إن بعض الأعمال الفنية تم عرضها للبيع بما في ذلك «العاصفة على بحر الجليل». لقد أفاد مكتب التحقيقات الفيدرالي إلى أنه يعتقد بأنه يعرف ماهية اللصوص . كان ذلك في عام 2013. ولكن في عام 2015 أعلن بأنهم فارقوا الحياة ورفضوا التعرف على الأفراد . لم يظهر أي بصيص من خلال الأدلة التي تم جمعها . حيّرت المجموعة من الأعمال الفنية التي تم سرقتها الخبراء وبالأخص وأن المجموعة الأكثر قيمة لم تُسرَق . ويعتقد جيفري جيه كيلي، الوكيل الرئيسي لمكتب التحقيقات الفيدرالي المكلف بالقضية، أنه من الصعب فهم سبب سرقة هذه المجموعة من العناصر على الرغم من أن اللصوص الموجودين في المتحف قد استغرقوا وقتا كافيا لاتخاذ ما يودونه. وفي طريقهم مروا على اثنين من أعمال رافيلز ولوحة بوتيسيلي . تيتانز ذا راب أوف يورب التي تعتبر واحدة من أكثر القطع شهرة وقيمة في المتحف لم يتم سرقها . وبسبب الطرق الوحشية والشنيعة التي اتبعها اللصوص في السرقة كتحطيم إطارات لرسومات ديغا واقتلاع اللوحات من إطاراتها، اعتقد المحققون بأنن المجرمين كانوا فقط هواة وليسوا خبراء مكلفين بسرقة أعمال معينة. ويظن بعض المحققين أن الأعمال دمرت، موضحا سبب عدم ظهورهم. وتشمل النظريات المتعلقة بالسرقة أنها تم تنظيمها من قبل الجيش الجمهوري الايرلندي من أجل جمع الأموال أو المساومة من أجل الإفراج عن الرفاق المسجونين. وهناك نظرية أخرى تقول إن ويتي بولجر كان قائد السرقة. في هذه الأثنا كان بولجر رئيس شرطة بوسطن في الجريمة ورئيس مكتب التحقيقات الفدرالي.
و لأول مرة عرض المتحف مكافأة قدرها مليون دولار إلا أن هذا المبلغ ازداد لاحقا إلى خمسة ملايين دولار في عام 1997. فيما أن المكافأة تعود إلى المعلومات التي يتم الحصول عليها والتي تؤدي مباشرة إلى استعادة جميع أعمالهم في حالة جيدة . في مايو 2017، تضاعفت المكافأة إلى عشرة ملايين دولار، مع وجود تاريخ انتهاء الصلاحية المحدد وذلك في منتصف الليل في 31 ديسمبر من ذلك العام. وقد ذكرت السلطات الاتحادية أنها لن تتهم أي شخص إذا ما تحول طواعية إلى الانشغال في أي نوع من الأعمال الفنية، ولكن في حال قُبِض عليه متلبسا وفي حوزته البنود المسروقة، يحول إلى المقاضاة. لا يمكن أن يواجه اللصوص التهم بسبب انقضاء فترة التقادم لمدة خمس سنوات.

### ضياع دليل الحمض النووي
في عام 2010، أعلن مكتب التحقيقات الفدرالي أن بعض الأدلة من مسرح الجريمة الأصلي قد أرسلت إلى مختبر مكتب التحقيقات الفدرالي في كوانتيكو، فرجينيا لإعادة الاختبار على أمل العثور على أدلة حمض نووي جديدة لتحديد مرتكبي الجريمة .
في يونيو 2017، ذكرت صحيفة بوسطن غلوب أن بعض أدلة مسرح الجريمة التي حصل عليها مكتب التحقيقات الفدرالي كان مفقودة ولم يتمكنوا من تحديد موقع الأصفاد والشريط اللاصق التي استخدمت لتقييد حراس الأمن المتحف لا يمكن العثور حتى بعد بحث شامل. من المحتمل أن تحتوي الأصفاد والشريط اللاصق على بقايا الحمض النووي العائد للصوص.

### الأدلة
في عام 1994، تلقى آن هاولي مدير المتحف رسالة وعدت فيها بإعادة القطع التي تساوي 2.6 مليون دولار. وإذا ما كان مهتما فعلى المتحف أن ينشر رسالة مشفرة قي قصة من قصص الأعمال التجارية في صحيفة بوستن اليومية . نُشِرت الرسالة، إلا أن الكاتب اختفى في ظروف غامضة.
في إحدى الليالي المتأخرة من عام 1997، أُرسل مراسل توم ماشبرغ، بوستن هيرالد من قبل وليام يونج ورث إلى مستودع في ريد هوك في حي بروكلين لمعرفة ما كان يزعم من وجود لوحة عاصفة على بحر الجليل . كان يونج ورث مجرما مهنيا ومنتسبا إلى مايلز كونر جي آر المعروف بالفن في مجال السرقة في إنجلاند . كان ماشبرج يحقق في قضية السرقة، وكان مسموحا له تسليطً ضوء المصباح اليدوي على اللوحة لفترة وجيزة. إذ أُعـطي قنينة من رقائق الطلاء للحفاظ على دقتها وأصالتها . وقد أكد الخبراء في وقت لاحق أنها شظايا من أصل القرن السابع عشر الهولندي، ولكن ليست من اللوحة المسروقة. ولم يتم تحديده على نحو ملموس ليكون حقيقيا أو مزيفا . التزم مكتب التحقيقات الفيدرالي بالصمت بعد عدم إحراز أي تقدم ولم يبدي أي تصريح إلى يونج ورث . منذ ذلك الحين اختفت اللوحة.
في السادس من أغسطس عام 2015 ، أصدرت الشرطة شريط فيديو لليلة التي تسبق ليلة السرقة. يظهر الفيديو رجلين ولا يزال أحدهما مجهولا بينما تم تأكيد الآخر باسم ريتشارد أباث وهو حارس أمن في مهمته الليلة، حيث يقوم بملاحقة الرجل المجهول في غضون بضع دقائق. بقي الرجل لمدة ثلاث دقائق في اللوبي ثم عاد إلى السيارة وهمّ بالخروج . تقول الشرطة بأن الفيديو يفتح أفقا واسعة أخرى في التحقيق وتشير صحيفة نيويورك تايمزإلى أنه من المحتمل أن يكون أباث متحالفا مع ذلك الرجل المجهول. ومع ذلك، فإن الحراس سبق أن أجريت مقابلات معهم ولم يتخيلوا أن يتم تبرئتهم من قضية السرقة .
في ديسمبر 2015، قام عملاء مكتب التحقيقات الفدرالي بتفتيش مسار سباق الخيل في سوفولك داونز في شرق بوسطن، وذلك بناء على نصيحة تتفق مع الشائعات بين موظفي سوفولك داونز في التسعينيات من القرن الماضي أن الفن المسروق كان متواجدا هناك. وقد تم البحث في الاسطبلات، وأجزاء من المدرجات المغلقة منذ أوائل التسعينات، واثنين من الخزائن (التي كان يتعين حفرها مفتوحة). إلا أن النتيجة باءت بالفشل .

### المتحالفون المشتبهون
بوستن «أحد أفراد عصابة بوبي دوناتي» قد يكون مشتبها به في هذه القضية . ذكر مايلز جي. كونور جر (لص الفن في نيو إنجلاند) بأنه شارك دوناتي في وضع أعينه على المتحف في سنة 1980 وأشرف دوناتي على العملية.و قبل فترة وجيزة من السرقة، شوهد دوناتي في ملهى ليلي مرتديا زي الشرطة . عمل دوناتي لصالح بوسينيس فينسنت فيرارا وزاره في السجن في بدايات التسعينات . «دفنت الأشياء» . هذا ما قاله دونالتي عنما سأله فيرارا عن السرقة . وسيجد وسيلة للتفاوض حول الإفراج عنه. في عام 1991، تم قتل دونالتي نتيجة لحروب العصابات المستمرة .
تم اشتباه هارتفورد، بوبي كوك في هذه القضية لمعرفته بموقع أعمال غاردنر. في مايو 2012، قام عملاء مكتب التحقيقات الفيدرالي بتفتيش منزل هارتفورد في مانشستر، كونيتيكت. لم يعثروا على أية من الأعمال المسروقة، على الرغم من البحث في مكانه المفضل للاختباء وهي تحت أرضية زائفة بمساعدة ابنه. ومع ذلك، في القبو، وجدوا ورقة تسرد كل قطعة مسروقة قد تمر من السوق السوداء. في يناير عام 2016، اتهم مكتب التحقيقات الفيدرالي تهمة بندقية ضد هارتفورد لإجباره على الكشف عن مكان الأعمال المفقودة. وخلال جلسة استماع، كشف المدعي العام الاتحادي أدلة هامة تربط هارتفورد بالجريمة. وذكر المدعي العام أن هارتفورد وشريكه في الجريمة، روبرت غوارنت حاول إعادة قطعتين مسروقتين للحد من عقوبة السجن .في أوائل عام 2015، أخبرت زوجة غوارنت المحققين بأن زوجها كان يمتلك بعضا من الأعمال الفنية، وقدم رسمتين إلى هارتفورد قبل وفاة غوارنت نتيجة لتعرضه لمرض السرطان في عام 2004. بينما كان في السجن الاتحادي خلال الفترة 2013-2014، أوضح جنتيل بوجود ما لا يقل عن ثلاثة أشخاص كانوا على دراية عن الفن المسروق. في عام 2015، عُرض هارتفورد على جهاز كشف الكذب وأوضحت النتيجة فرصة أنه 0.1% قد يكون صادقا . وفقا لمحامي هارتفورد، فإن العملاء الفيدراليين أجزموا بأن هارتفورد جينتايل يمتلك الأعمال المسروقة . أُعيد البحث مرة أخرى في منزل هارتفورد من قبل العملاء الفدراليين في تاريخ 2 مايو من سنة 2016. على الرغم من أن المحامي يصر على سواء كانت الأعمال المسروقة بحوزة جنتيل أو كان على علم بمكانها فلكان قد حولها إلى مكافاة مالية منذ زمن طويل .
عندما قام المتحف برفع سعر المكافأة في عام 1997، أشار مايلز إلى أنه باستطاعته تحديد الفن موقع الفن المفقود مقابل الحصانة القانونية . إلا أنه وللأسف، رفضت السلطات عرضه . في الوقت الحالي، يعتقد مايلز أن أعمال غاردنر قد مرت إلى يد أخرى غير معروفة . «ربما قد قيل لي، لكنني لا أتذكر.» مايلز ملوما الأزمة القلبية التي أثرت على ذاكرته. فرد آخر من العصابة، لويس رويس، ادعى بأنه يستحق 15% وذلك لوضعه خطة وهمية لرجال الشرطة للدخول إلى المتحف في منتصف الليل .

## الساحة الحديثة
نظرا لارتفاع مستوى سرقة المتحف، فقد تمت الإشارة إلي العديد من الأعمال المختلفة التي ظهرت على هذا الصعيد. كانت السرقة موضوع الفيلم الوثائقي المسروق عام 2005 والذي ظهر لأول مرة في نسخة مختلفة قليلا على تلفزيون المحكمة. وقد أشير إلى اللوحات الأكثر شهرة في العديد من البرامج التلفزيونية، بما في ذلك حلقة القائمة السوداء «الساعي»، حلقة سمبسون «التاريخ الأمريكي اكس - سيلينت» وأيضا درنك هيستوري حلقة «بوسطن» وأمريكان جريد .
تم كتابة العديد من الكتب في مجال السرقة من قبل المحققين ومنها: الخداع الفني (2012) من قبل جيمس ج. ماكغفرن و لا تقدر بثمن وكذلك كيف ذهبت متخفيا لإعادة كنوز العالم المسروقة (2010)، العائدة إلى روبرت ويتمان وجون شيفمان. إضافة إلى التحفة المسروقة للكاتب توماس مكشاني (2006).
كتب ستيفن كوركجيان، مراسل متكرر في بوسطن غلوب في هذه القضية، كتابا عن تجربته بعنوان ماستر ثيفز عصابات بوسطن الذين انسحبوا من أعظم ضربة فنية في العالم (2015). كتب الصحفي أولريش بوسر كتابا بعنوان غاردنر هيست (2009) والذي يتمحور حول التحقيق عن هارولد سميث.
أصبحت جريمة السرقة حبكة في رواية عام 2013 وهي «اللامستبدلة» للكاتب تشارلز بينيج . وكما أيضا يبدو متميزا وجليا في ذا أرت فورجر 2012 للكاتب ب.أي.شابيرو